# خريطة الفقر
خريطة الفقر هي خريطة تقدم وصفًا تفصيليًا للتوزيع المكاني للفقر وعدم المساواة الاجتماعية داخل البلد. وهي تجمع بين بيانات دراسة أجريت على مستوى الفرد والأسرة (جزئي) وبيانات تعداد السكان (كلي) بهدف تقييم مؤشرات الرفاهية لمناطق جغرافية معينة وصغيرة بحجم القرية أو النجع.
ساعدت التطورات الحديثة التي طرأت على نظام المعلومات الجغرافي (نظم المعلومات الجغرافية) وقواعد البيانات وهندسة البرامج بمساعدة الكمبيوتر على جعل رسم مخططات الفقر أمرًا ممكنًا، حيث يمكن تقديم البيانات في شكل خرائط وواجهات متداخلة تمكنك من إجراء المقارنة. كما يستخدم التحليل المكاني ووضع المعايير لتقييم العلاقات بين مجموعتين من البيانات على المستويين الجزئي والكلي وفقًا للموقع الجغرافي.